# Rodilhan
Rodilhan [ʁɔdijɑ̃] est une commune française située dans le sud-est du département du Gard, en région Occitanie.
Exposée à un climat méditerranéen, elle est drainée par le Vieux Vistre, le Buffalon. La commune possède un patrimoine naturel remarquable : un site Natura 2000 (les « costières nîmoises »), un espace protégé (les « Costières de Nimes ») et une zone naturelle d'intérêt écologique, faunistique et floristique.
Rodilhan est une commune urbaine qui compte 2 810 habitants en 2022, après avoir connu une forte hausse de la population depuis 1962. Elle est dans l'agglomération de Nîmes et fait partie de l'aire d'attraction de Nîmes. Ses habitants sont appelés les Rodilhanais ou  Rodilhanaises.

## Géographie
Les communes de Nîmes, Marguerittes, Manduel et Bouillargues sont limitrophes de la commune de Rodilhan.
Rodilhan est l'une des 79 communes membres du Schéma de Cohérence Territoriale SCOT du Sud du Gard (voir lien) et fait également partie des 41 communes du Pays Garrigues Costières.

### Climat
Pour des articles plus généraux, voir Climat de l'Occitanie et Climat du Gard.
En 2010, le climat de la commune est de type climat méditerranéen franc, selon une étude s'appuyant sur une série de données couvrant la période 1971-2000. En 2020, Météo-France publie une typologie des climats de la France métropolitaine dans laquelle la commune est exposée à un climat méditerranéen et est dans la région climatique Provence, Languedoc-Roussillon, caractérisée par une pluviométrie faible en été, un très bon ensoleillement (2 600 h/an), un été chaud (21,5 °C), un air très sec en été, sec en toutes saisons, des vents forts (fréquence de 40 à 50 % de vents > 5 m/s) et peu de brouillards.
Pour la période 1971-2000, la température annuelle moyenne est de 14,3 °C, avec une amplitude thermique annuelle de 16,9 °C. Le cumul annuel moyen de précipitations est de 694 mm, avec 6,2 jours de précipitations en janvier et 2,6 jours en juillet. Pour la période 1991-2020, la température moyenne annuelle observée sur la station météorologique la plus proche, située sur la commune de Nîmes à 6 km à vol d'oiseau, est de 15,6 °C et le cumul annuel moyen de précipitations est de 734,4 mm,. Pour l'avenir, les paramètres climatiques de la commune estimés pour 2050 selon différents scénarios d’émission de gaz à effet de serre sont consultables sur un site dédié publié par Météo-France en novembre 2022.

### Milieux naturels et biodiversité

#### Espaces protégés
La protection réglementaire est le mode d’intervention le plus fort pour préserver des espaces naturels remarquables et leur biodiversité associée,.
Un  espace protégé est présent sur la commune : 
les « Costières de Nimes », un terrain acquis (ou assimilé) par un conservatoire d'espaces naturels, d'une superficie de 2 027 ha.

#### Réseau Natura 2000

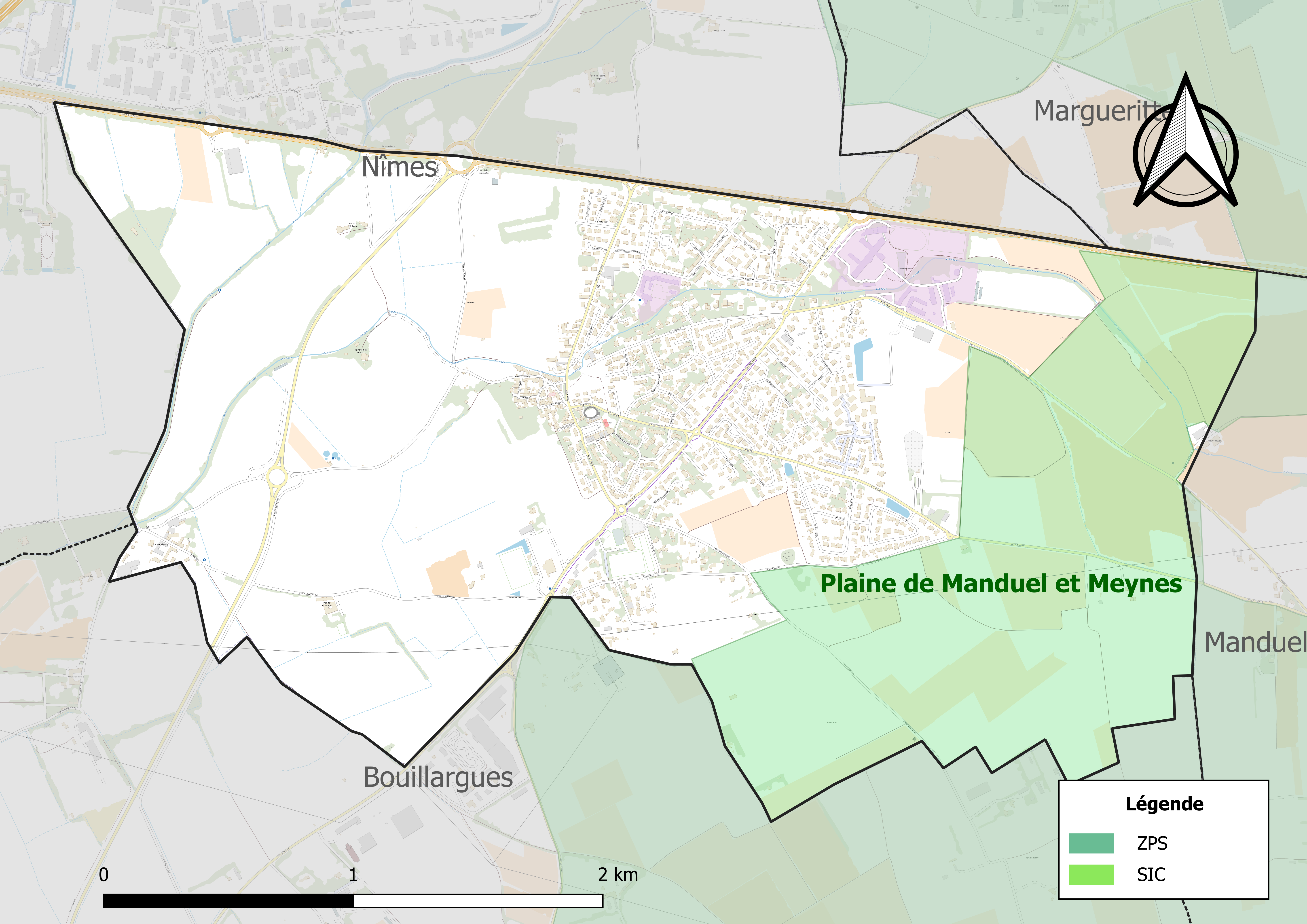
Sites Natura 2000 sur le territoire communal.

Le réseau Natura 2000 est un réseau écologique européen de sites naturels d'intérêt écologique élaboré à partir des directives habitats et oiseaux, constitué de zones spéciales de conservation (ZSC) et de zones de protection spéciale (ZPS).
Un site Natura 2000 a été défini sur la commune au titre  de la directive oiseaux : les « costières nîmoises », d'une superficie de 13 479 ha, qui accueillait, en 2004, 300 mâles chanteurs, soit 60% des mâles reproducteurs de la région et près du quart des mâles reproducteurs en France.

#### Zones naturelles d'intérêt écologique, faunistique et floristique

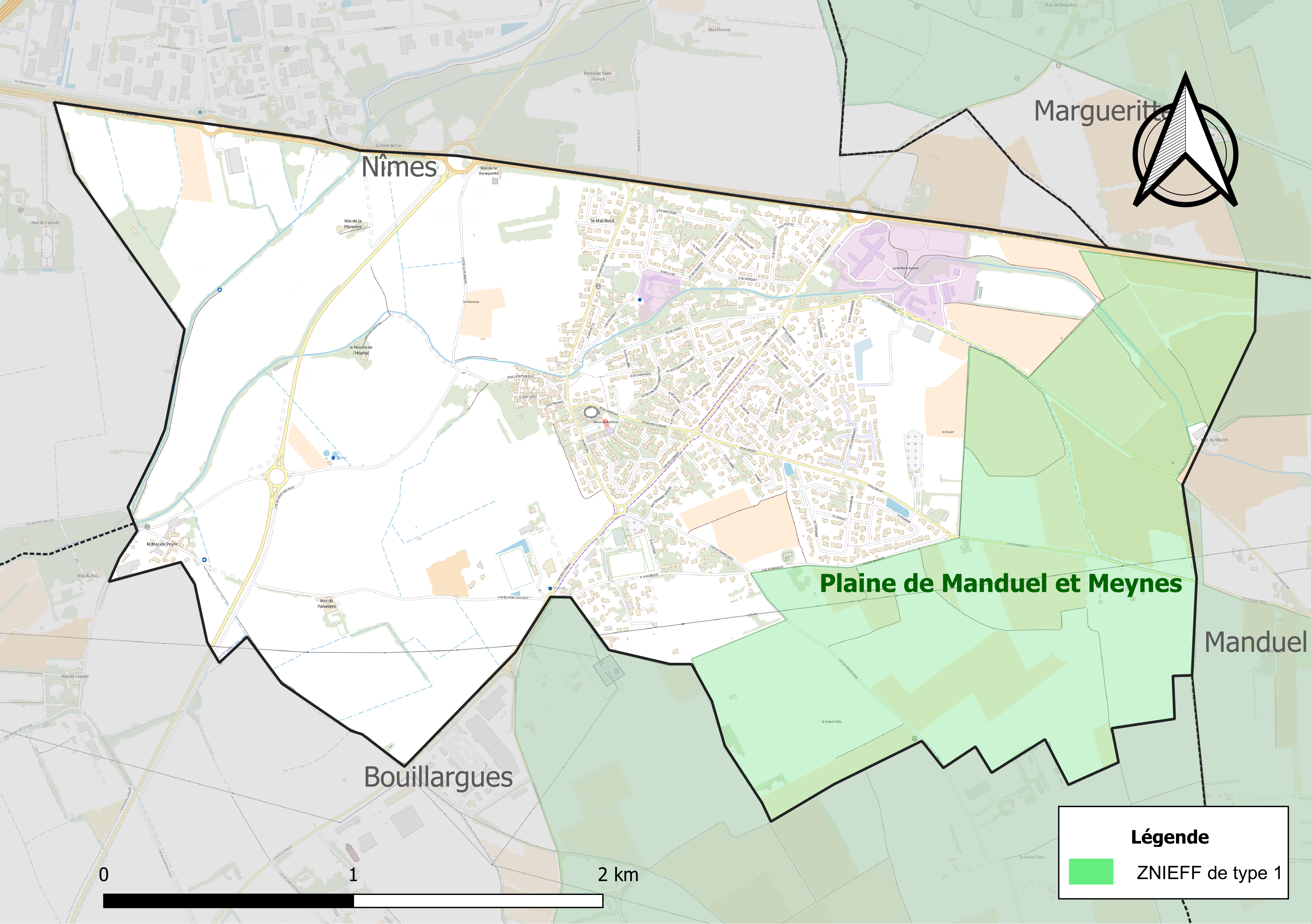
Carte de la ZNIEFF de type 1 localisée sur la commune.

L’inventaire des zones naturelles d'intérêt écologique, faunistique et floristique (ZNIEFF) a pour objectif de réaliser une couverture des zones les plus intéressantes sur le plan écologique, essentiellement dans la perspective d’améliorer la connaissance du patrimoine naturel national et de fournir aux différents décideurs un outil d’aide à la prise en compte de l’environnement dans l’aménagement du territoire.
Une ZNIEFF de type 1 est recensée sur la commune :
la « plaine de Manduel et Meynes » (9 783 ha), couvrant 15 communes du département.

## Urbanisme

### Typologie
Au 1er janvier 2024, Rodilhan est catégorisée ceinture urbaine, selon la nouvelle grille communale de densité à sept niveaux définie par l'Insee en 2022.
Elle appartient à l'unité urbaine de Nîmes, une agglomération intra-départementale regroupant neuf  communes, dont elle est une commune de la banlieue,,. Par ailleurs la commune fait partie de l'aire d'attraction de Nîmes, dont elle est une commune de la couronne,. Cette aire, qui regroupe 92 communes, est catégorisée dans les aires de 200 000 à moins de 700 000 habitants,.

### Occupation des sols
L'occupation des sols de la commune, telle qu'elle ressort de la base de données européenne d’occupation biophysique des sols Corine Land Cover (CLC), est marquée par l'importance des territoires agricoles (75,1 % en 2018), en diminution par rapport à 1990 (80 %). La répartition détaillée en 2018 est la suivante : 
terres arables (41,5 %), cultures permanentes (33,5 %), zones urbanisées (24 %), zones industrielles ou commerciales et réseaux de communication (0,9 %), zones agricoles hétérogènes (0,2 %). L'évolution de l’occupation des sols de la commune et de ses infrastructures peut être observée sur les différentes représentations cartographiques du territoire : la carte de Cassini (XVIIIe siècle), la carte d'état-major (1820-1866) et les cartes ou photos aériennes de l'IGN pour la période actuelle (1950 à aujourd'hui).

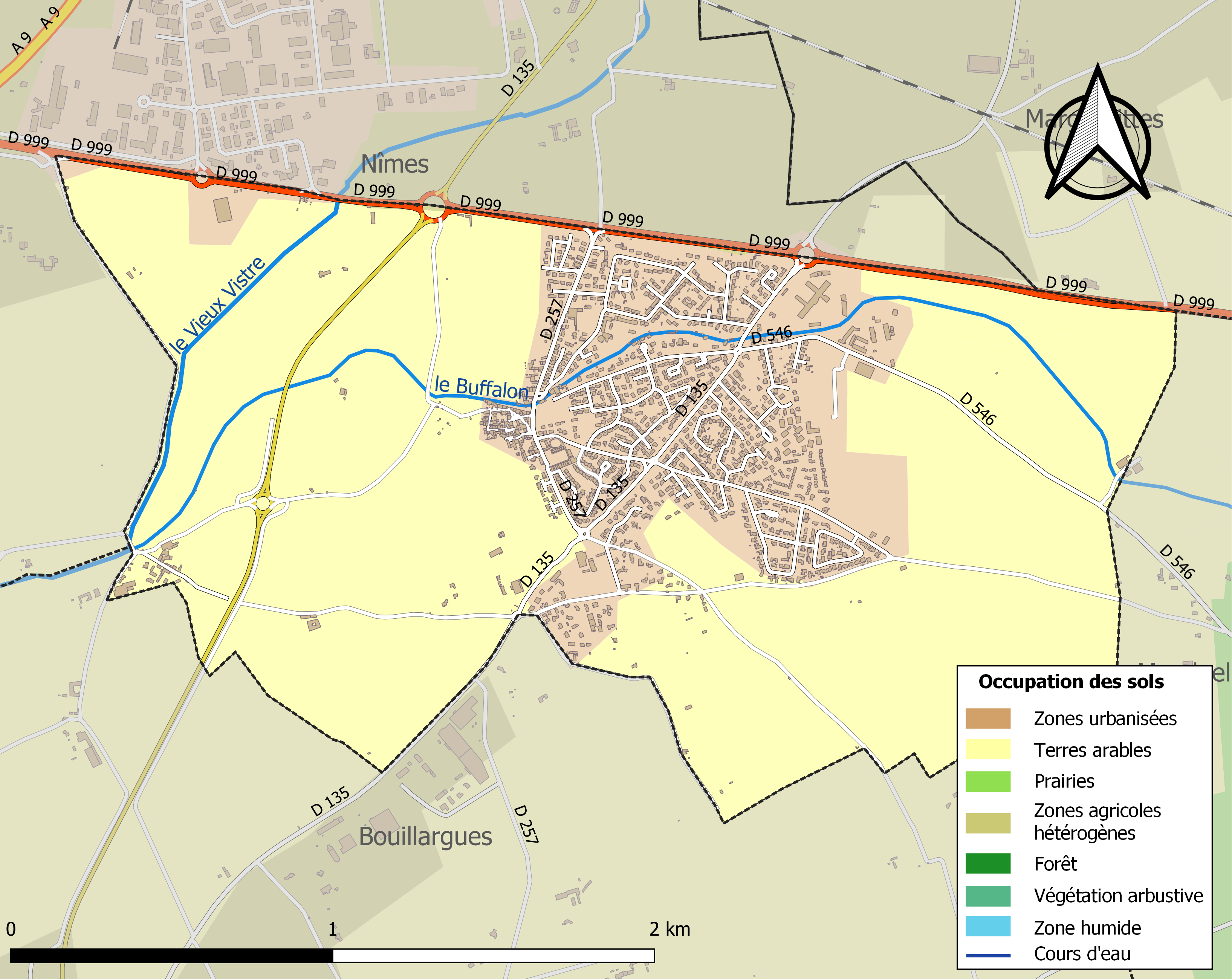
Carte des infrastructures et de l'occupation des sols de la commune en 2018 (CLC).

### Risques majeurs
Le territoire de la commune de Rodilhan est vulnérable à différents aléas naturels : météorologiques (tempête, orage, neige, grand froid, canicule ou sécheresse), inondations, feux de forêts et séisme (sismicité faible). Il est également exposé à un risque technologique,  le transport de matières dangereuses. Un site publié par le BRGM permet d'évaluer simplement et rapidement les risques d'un bien localisé soit par son adresse soit par le numéro de sa parcelle.

#### Risques naturels
La commune fait partie du territoire à risques importants d'inondation (TRI) de Nîmes, regroupant 20 communes soumises aux aléas de ruissellement pour la commune de Nîmes et de débordements de cours d’eau, notamment du Vistre, d'un de ses affluents, le Rhôny, et plus à la marge du Rhône, à l’aval, un des 31 TRI qui ont été arrêtés fin 2012 sur le bassin Rhône-Méditerranée. Les événements significatifs passés relatifs à la Vistre sont des crues rapides et violentes, qui causent d’importants dégâts, voire des pertes humaines (octobre 1988, septembre 2002, décembre 2003, septembre 2005 notamment). Concernant le Rhôny, les principales crues recensées à Codognan ont eu lieu en 1845, 1933, 1945, 1958, 1963, 1976, 1987 et en octobre 1988. Cette dernière est la plus importante et marquante pour la population nîmoise. Des cartes des surfaces inondables ont été établies pour trois scénarios : fréquent (crue de temps de retour de 10 ans à 30 ans), moyen (temps de retour de 100 ans à 300 ans) et extrême (temps de retour de l'ordre de 1 000 ans, qui met en défaut tout système de protection),. La commune a été reconnue en état de catastrophe naturelle au titre des dommages causés par les inondations et coulées de boue survenues en 1982, 1987, 1988, 1990, 1998, 2002 et 2005,.

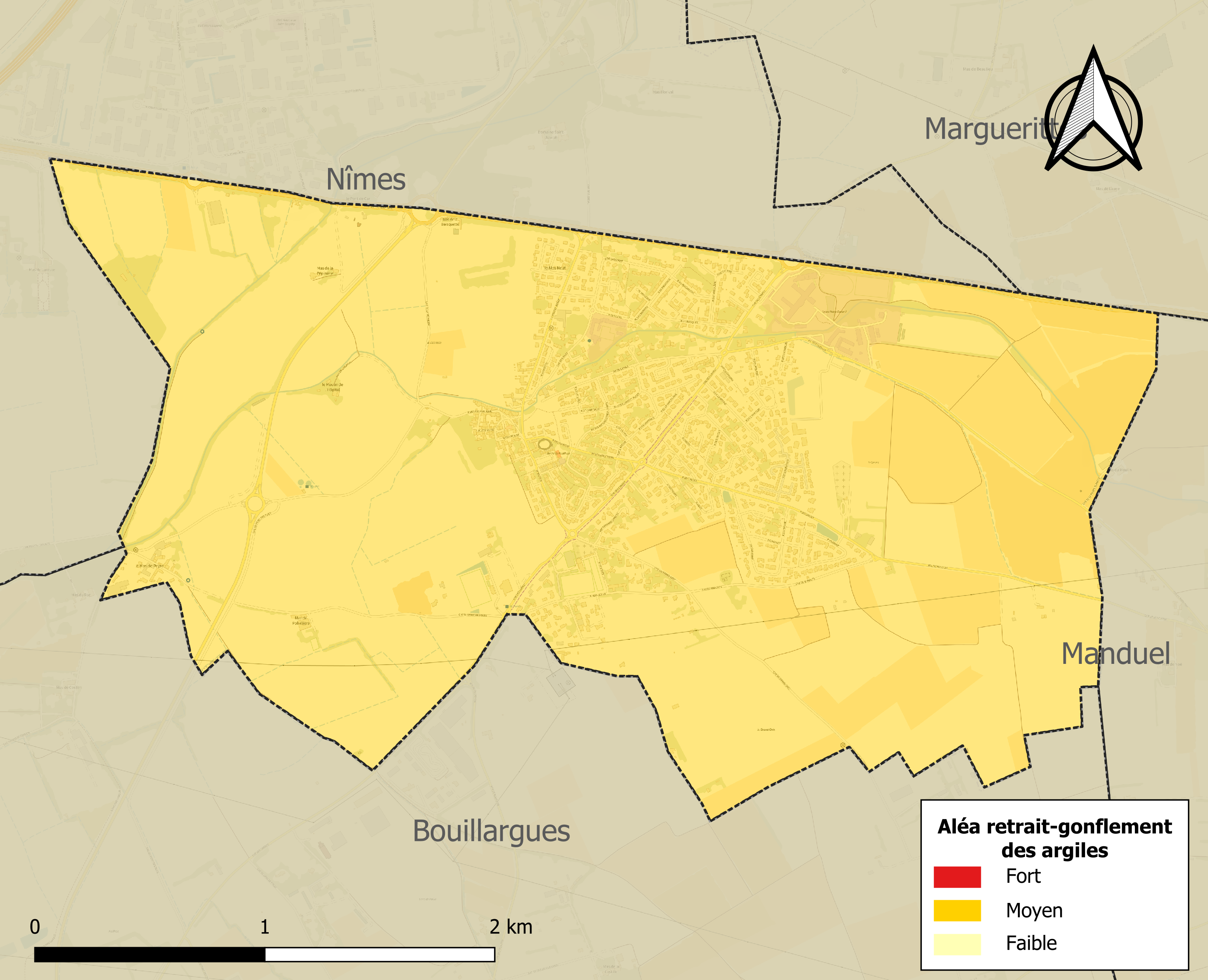
Carte des zones d'aléa retrait-gonflement des sols argileux de Rodilhan.

Le retrait-gonflement des sols argileux est susceptible d'engendrer des dommages importants aux bâtiments en cas d’alternance de périodes de sécheresse et de pluie. La totalité de la commune est en aléa moyen ou fort (67,5 % au niveau départemental et 48,5 % au niveau national). Sur les 986 bâtiments dénombrés sur la commune en 2019, 986 sont en aléa moyen ou fort, soit 100 %, à comparer aux 90 % au niveau départemental et 54 % au niveau national. Une cartographie de l'exposition du territoire national au retrait gonflement des sols argileux est disponible sur le site du BRGM,.
Par ailleurs, afin de mieux appréhender le risque d’affaissement de terrain, l'inventaire national des cavités souterraines permet de localiser celles situées sur la commune.

#### Risques technologiques
Le risque de transport de matières dangereuses sur la commune est lié à sa traversée par des infrastructures routières ou ferroviaires importantes ou la présence d'une canalisation de transport d'hydrocarbures. Un accident se produisant sur de telles infrastructures est en effet susceptible d’avoir des effets graves au bâti ou aux personnes jusqu’à 350 m, selon la nature du matériau transporté. Des dispositions d’urbanisme peuvent être préconisées en conséquence.

## Toponymie
du nom d'homme latin Rutilius et suffixe -anum. Rodilanum (cartulaire de Notre-Dame de Nîmes, chapitre 176) en 1108

## Histoire

### Des hameaux vers un village
Depuis la période romaine jusqu’au siècle des Lumières, au travers des invasions barbares, du Moyen Âge et des guerres de Religion, Rodilhan s’est lentement bâtie, parfois dans la douleur. Les documents sont souvent rares avant le XVIIe siècle et les recherches difficiles. La ville n’échappe pas forcément à cette règle, mais il faut quand même constater que l’on retrouve souvent le village cité dans les ouvrages relatifs à la vie religieuse de Nîmes et Saint-Gilles entre autres. Ainsi les cartulaires, compoids ou chapitres de ces villes font référence aux endroits de la commune que nous associons maintenant à des lieux-dits, des quartiers, des terres.
Deux principaux hameaux associés à des prieurés formeront avec Rodilhan l’ossature principale de l’habitation. L’évolution géographique et démographique fera se rassembler les populations autour du hameau de Rodilhan. Le plus important, tant par sa situation stratégique qu’historique, était le hameau de Quart. Ménard pense que la position de ce village, au quatrième milliaire sur la voie Domitienne, lui a fait donner le nom de Quart. Situé sur le Vistre, il fut sans doute de par son lieu de passage obligatoire sur le trajet vers Beaucaire, une source de revenus par péage. Les légendes prêtent de nombreuses batailles à cet endroit, dont une ayant fait près de 30 000 morts entre Clotaire, fils de Clovis, et les Wisigoths.
Nous retrouvons trace de « villa Quarto » et de « Sanctus Martinus » (église de Saint-Martin) qui est « in villa Quarto » dans le cartulaire de ND de Nîmes en 921. Le hameau de Quart, Saint-Martin de Quart et le Pont de Quart sont encore mentionnés en 1547 avant que les guerres de Religion ne mirent un terme à son existence. En 1573, les Calvinistes rasèrent Saint-Martin de Quart, les rares habitants ayant échappé au massacre se réfugièrent à Rodilhan ; on dit que les matériaux récupérables de Saint-Martin servirent à construire l’église paroissiale. Aujourd’hui, le lieu-dit des « Vicaresses » en est le dernier souvenir.
De l’autre côté de la commune, en bordure du chemin des Canaux, repérable grâce à la petite chapelle cachée dans les cyprès, devait se situer le hameau de Polvelières. Domaine romain attesté dès les premiers temps de l’occupation romaine, une vente passée en 913 entre les propriétaires de la « villa Vols » et le prévôt Ansemir transforma ce domaine agricole privé en prieuré civil dédié à saint Jean Baptiste. Le hameau de Polvelières faisait partie de l’assise de Calvisson. Le seigneur de Manduel en avait la haute et basse justice. En 1322, d’après l’estimation de cette assise, le hameau ne se composait que de deux feux. La quiétude des lieux, la ferveur chrétienne des occupants et la qualité de vie prirent fin en 1541 ; les guerres de Religion, une fois encore, ont fait raser le hameau. Tout comme pour Saint-Martin de Quart la population, mais également le titre d’église rurale de Saint-Jean, se transportèrent à Rodilhan.
À la fin du XVIIe siècle, le marquis de Calvisson inféoda la haute justice de Rodilhan à Joseph de Fabrique, conseiller au présidial de Nîmes.
La propriété se remonta petit à petit et en 1653, pratiquement reconstituée, elle passa par héritage à Raymond de Chanaud. Ce dernier voulut rétablir l’église première, ce qui fut fait en 1708. C’est cette chapelle, consacrée et bénie en 1871, que nous voyons à l’heure actuelle. Au XVIIIe siècle, le prieuré simple et séculier de Saint-Jean de Rodilhan valait 3 000 livres.

### Une commune
En 1789, les révolutionnaires, marqués par l'esprit cartésien et la philosophie des lumières, et sous l'impulsion de Mirabeau, créent les communes à partir des paroisses, les cantons, les districts, les départements. Le 14 décembre 1789, l'Assemblée nationale votait une loi créant les communes désignées comme les plus petites divisions administratives en France. Toutes les communes avaient le même statut, disposaient d'un conseil municipal élu par les habitants, d'un maire, d'une maison commune, la mairie, afin d'accueillir les réunions du conseil et l'administration municipale. Mais dans un certain nombre d'endroits, la paroisse ne devint pas une commune : ce sont plusieurs paroisses qui déterminèrent cette entité.
Ainsi les paroisses de Bouillargues, Caissargues, Garons et Rodilhan constituèrent une seule et même commune : Bouillargues, par décret du 10 novembre 1790. Bien que peu d'écrits nous parvinrent, période de troubles aidant, nous ne pouvons qu'imaginer l'amertume de certains habitants que nous trouvons exprimée quelque temps plus tard, dans le compte-rendu d'un conseil municipal du 6 mai 1832 : « ce n'est pas sérieusement que les habitants de Garons se prévalent de la difficulté, surtout dans l'hiver, de faire à Bouillargues les déclarations de naissance, de décès ». C'est d'ailleurs Garons qui, la première, obtiendra son « indépendance » et se verra ériger en commune le 19 octobre 1835 par une ordonnance de Louis-Philippe. L'exemple ne passera pas aussi facilement inaperçu : les paroisses de Caissargues et Rodilhan vont commencer aussi à exiger leur séparation.
Si Caissargues crée en 1854 une commission syndicale et obtient en 1904 ce qu'elle réclamait, les Rodilhanais tarderont un peu plus. Trois sièges étaient attribués aux Rodilhanais pour siéger en conseil municipal. Leurs voix, peu prépondérantes, ne pesaient que peu dans l'administration de la ville, et l'antériorité de ténacité et d'amour pour leur paroisse des rodilhanais ne pouvaient que renforcer la population dans son désir d'autonomie. Ainsi en 1889, une première commission spéciale est créée pour étudier la demande rodilhanaise, mais ne donne rien. Les évènements politiques ont certainement aidé à ce que cette demande revienne régulièrement sans aboutir. Une demande sera faite auprès du conseil général le 4 octobre 1907, une autre en conseil municipal le 13 août 1936. Un travail plus important commencera après la Seconde Guerre mondiale et finira par aboutir par l'arrêté du préfet du Gard du 17 mai 1961 érigeant le hameau de Rodilhan en commune. La parution au Journal officiel se fera les 18 et 19 septembre 1961. La commune sera composée, plus ou moins, des territoires de l'ancienne paroisse et de parcelles cédées par la commune de Nîmes. En 1860, le territoire de Rodilhan se déterminait ainsi : est - moulin de Manduel et le Mazet ; nord - moulin de l'hôpital et mas de Peyre (ou mas des Isles) ; ouest - Mas du rat, la campagne de Carbonnel et la maison de plaisance dite de Polvellière. Le mas du Pont de Car, de Bourges et de Laval et la guérite sise en face du mas de Laval en bordure de la ligne de chemin de fer.
Le 1er janvier 1962 une « délégation spéciale » formée de Edmond Allier, président, Étienne Bautias, assesseur et Paul Navel, assesseur est nommée pour gérer les affaires de la nouvelle commune. La population de Rodilhan sera de 308 habitants, convoquée aux urnes le 28 janvier 1962 pour élire son conseil municipal.
Plus jeune commune du département du Gard, Rodilhan fête en 2012 son cinquantenaire au travers d'un festival Label Rue, réunissant artistes et habitants.

## Politique et administration

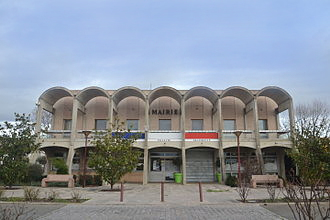
Mairie de Rodilhan

### Liste des maires
| Identité                         | Période | Période  | Durée  |
| Identité                         | Début   | Fin      | Durée  |
| -------------------------------- | ------- | -------- | ------ |
| Pierre Barrère (d) (1925 - 2009) | 1962    | 1983     | 21 ans |
| Bernard Fabre (d)                | 1983    | 2003     | 20 ans |
| Serge Reder (d) (né en 1954)     | 2003    | 2020     | 17 ans |
| Patrice Planes (d) (né en 1961)  | 2020    | En cours | 5 ans  |

### Canton
Rodilhan fait partie du canton de  Marguerittes. Le canton dépend de l'arrondissement de Nîmes et de la première circonscription du Gard

### Intercommunalité
La commune fait partie de la communauté d'agglomération Nîmes Métropole (CANIM), dont le siège se trouve à Nîmes.

### Jumelages
Canale (Italie)
Ville italienne de la province de Coni dans le Piémont, jumelée avec Rodilhan depuis 1971. Depuis 2008 des échanges annuels ont vu le jour avec une consolidation des chartes de jumelages par de nouvelles signatures. En juillet 2010 c'est une cinquantaine de rodilhanais qui ont assisté aux célébrations des 750 ans de la commune de Canale.
Suncuius (Roumanie)
Ville roumaine du județ de Bihor dans le Nord-Ouest de la Roumanie, aux portes de la Transylvanie. Rodilhan est jumelée avec cette commune depuis le 3 juillet 2010.
Echanges de courrier avec des scolaires, participation à la fête du village, venue d'enfants de Suncuius pendant l'été sont quelques-unes des actions déjà entreprises.

## Population et société

### Démographie
L'évolution du nombre d'habitants est connue à travers les recensements de la population effectués dans la commune depuis 1962. Pour les communes de moins de 10 000 habitants, une enquête de recensement portant sur toute la population est réalisée tous les cinq ans, les populations de référence des années intermédiaires étant quant à elles estimées par interpolation ou extrapolation. Pour la commune, le premier recensement exhaustif entrant dans le cadre du nouveau dispositif a été réalisé en 2005.

En 2022, la commune comptait 2 810 habitants, en évolution de −2,6 % par rapport à 2016 (Gard : +2,97 %, France hors Mayotte : +2,11 %).
| 1962 | 1968  | 1975  | 1982  | 1990  | 1999  | 2005  | 2006  | 2010  |
| ---- | ----- | ----- | ----- | ----- | ----- | ----- | ----- | ----- |
| 353  | 1 019 | 1 731 | 1 784 | 2 411 | 2 493 | 2 559 | 2 531 | 2 576 |

| 2015  | 2020  | 2022  | - | - | - | - | - | - |
| ----- | ----- | ----- | - | - | - | - | - | - |
| 2 899 | 2 836 | 2 810 | - | - | - | - | - | - |

### Enseignement
Lycée Marie-Durand

### Sport
Flash Futsal Nîmes Rodilhan : créé en 2005, le club spécifique de futsal traditionnel, affilié à l'Association Française de futsal, évolue en Kappa Ligue Futsal (niveau national), et dispose de deux équipes réserves évoluant en Championnat du Gard Elite et Honneur. Le club a pris part à la Coupe des Champions UEFs en 2013 ainsi qu'à la coupe d'Europe UEFs en 2008, 2011, 2014. Le club a fourni également bon nombre d'internationaux au futsal AMF (Michel Tedeschi, Redda Belkrier, El Aimer, Cariat, Clément Granjon…)
Football Club de Rodilhan : Créé le 1 août 1993, président VERNAY Guillaume, équipe senior en Départementale 3

## Économie

### Revenus
En 2018  (données Insee publiées en septembre 2021), la commune compte 1 217 ménages fiscaux, regroupant 2 747 personnes. La médiane du revenu disponible par unité de consommation est de 21 960 € (20 020 € dans le département). 52 % des ménages fiscaux sont imposés (43,9 % dans le département).

### Emploi
|                | 2008   | 2013   | 2018  |
| -------------- | ------ | ------ | ----- |
| Commune        | 9,2 %  | 12,3 % | 8,6 % |
| Département    | 10,6 % | 12 %   | 12 %  |
| France entière | 8,3 %  | 10 %   | 10 %  |

En 2018, la population âgée de 15 à 64 ans s'élève à 1 702 personnes, parmi lesquelles on compte 72,7 % d'actifs (64,1 % ayant un emploi et 8,6 % de chômeurs) et 27,3 % d'inactifs,. En  2018, le taux de chômage communal (au sens du recensement) des 15-64 ans est inférieur à celui de la France et du département, alors qu'en 2008 il était supérieur à celui de la France.
La commune fait partie de la couronne de l'aire d'attraction de Nîmes, du fait qu'au moins 15 % des actifs travaillent dans le pôle,. Elle compte 499 emplois en 2018, contre 561 en 2013 et 574 en 2008. Le nombre d'actifs ayant un emploi résidant dans la commune est de 1 113, soit un indicateur de concentration d'emploi de 44,8 % et un taux d'activité parmi les 15 ans ou plus de 52,8 %.
Sur ces 1 113 actifs de 15 ans ou plus ayant un emploi, 142 travaillent dans la commune, soit 13 % des habitants. Pour se rendre au travail, 87,3 % des habitants utilisent un véhicule personnel ou de fonction à quatre roues, 3,4 % les transports en commun, 5,6 % s'y rendent en deux-roues, à vélo ou à pied et 3,7 % n'ont pas besoin de transport (travail au domicile).

### Activités hors agriculture

#### Secteurs d'activités
163 établissements sont implantés  à Rodilhan au 31 décembre 2019. Le tableau ci-dessous en détaille le nombre par secteur d'activité et compare les ratios avec ceux du département,.
| Secteur d'activité                                                                                        | Commune | Commune | Département |
| Secteur d'activité                                                                                        | Nombre  | %       | %           |
| --- | ------- | ------- | ----------- |
| Ensemble                                                                                                  | 163     | 100 %   | (100 %)     |
| Industrie manufacturière, industries extractives et autres                                                | 9       | 5,5 %   | (7,9 %)     |
| Construction                                                                                              | 38      | 23,3 %  | (15,5 %)    |
| Commerce de gros et de détail, transports, hébergement et restauration                                    | 33      | 20,2 %  | (30 %)      |
| Information et communication                                                                              | 2       | 1,2 %   | (2,2 %)     |
| Activités financières et d'assurance                                                                      | 3       | 1,8 %   | (3 %)       |
| Activités immobilières                                                                                    | 1       | 0,6 %   | (4,1 %)     |
| Activités spécialisées, scientifiques et techniques et activités de services administratifs et de soutien | 27      | 16,6 %  | (14,9 %)    |
| Administration publique, enseignement, santé humaine et action sociale                                    | 29      | 17,8 %  | (13,5 %)    |
| Autres activités de services                                                                              | 21      | 12,9 %  | (8,8 %)     |

Le secteur de la construction est prépondérant sur la commune puisqu'il représente 23,3 % du nombre total d'établissements de la commune (38 sur les 163 entreprises implantées  à Rodilhan), contre 15,5 % au niveau départemental.

#### Entreprises et commerces
Les cinq entreprises ayant leur siège social sur le territoire communal qui génèrent le plus de chiffre d'affaires en 2020 sont : 
- Societe Des Eaux De La Metropole Nimoise - Sodesp 5, captage, traitement et distribution d'eau (48 909 k€)
- Carrelage Ribeiro, travaux de revêtement des sols et des murs (130 k€)
- Tech, travaux de plâtrerie (73 k€)
- Soc Diffusion Representat Outillage, vente à distance sur catalogue spécialisé (49 k€)
- EURL Juliana, coiffure (41 k€)

### Agriculture
|               | 1988 | 2000 | 2010 | 2020 |
| ------------- | ---- | ---- | ---- | ---- |
| Exploitations | 40   | 18   | 13   | 7    |
| SAU (ha)      | 364  | 342  | 321  | 354  |

La commune est dans la « Plaine Viticole », une petite région agricole occupant le  sud-est du département du Gard. En 2020, l'orientation technico-économique de l'agriculture  sur la commune est la polyculture et/ou le polyélevage. Sept exploitations agricoles ayant leur siège dans la commune sont dénombrées lors du recensement agricole de 2020 (40 en 1988). La superficie agricole utilisée est de 354 ha,,.

## Culture locale et patrimoine

### Héraldique
| Blason de Rodilhan | Blason  | Parti : au 1) coupé au I d’or au taureau passant de sable et au II d’azur au pont cousu de gueules maçonné de sable sur une rivière du champ, au 2) de gueules au cep de vigne cousu de sable feuillé de sinople et fruité d’or. |
| Blason de Rodilhan | Détails | Le statut officiel du blason reste à déterminer. |

### Lieux et monuments
- Église Saint-Jean-l'Évangéliste de Rodilhan.
- Lycée agricole de Rodilhan
- Domaine de Donadille : Exploitation pédagogique du Lycée agricole, caveau ouvert toute l'année.
 Créé en 1960, Le domaine de Donadille de Rodilhan a été fondé par la chambre d’agriculture du Gard pour servir de support pédagogique aux filières de l’enseignement supérieur. Construit sur le Mas de Donadille, il a fait l’objet de toutes les attentions de l’enseignement public afin d’en faire un lieu privilégié de l’enseignement. Depuis, le lycée Marie Durand a formé des générations de professionnels qui exercent leurs techniques dans la France entière. La cave propose des vins issus du travail des élèves et met en place lors d’événements des microcuvées réalisées par les classes du CFA et du CFPPA.

### Arènes de Rodilhan
Les arènes sont, entre autres spectacles, le théâtre chaque mois d'octobre d'un festival taurin organisé par le Club taurin Paul Ricard « Toros y caritad », dont les fonds sont reversés à une association caritative. Cette manifestation est chaque année perturbée par des manifestants anti-corrida, des heurts ayant eu lieu dans les rues de la commune avec les forces de l'ordre, notamment en 2013, puis les années suivantes,.
Le 8 octobre 2011, 95 militants du Comité Radicalement Anti-Corrida (CRAC) investissent les arènes afin d'empêcher le déroulement d'une corrida. Une trentaine d'entre eux déploient des banderoles dans les gradins tandis que les autres s'enchaînent entre eux au milieu de la piste. Certains aficionados réagissent de manière virulente à cette provocation et s'en prennent aux manifestants qui avaient reçu comme mot d’ordre de ne pas répondre aux violences. Plusieurs dizaines de plaintes pour « violences » dont une pour « attouchements sexuels » sont transmises au parquet de Nîmes,. Le maire Serge Reder a, quant à lui, porté plainte contre les militants anti-corrida pour entrave, usage de fumigènes, et insultes.
Le 14 avril 2016 le tribunal correctionnel de Nîmes dans le cadre du procès de Rodilhan, condamne deux aficionados à 12 mois de prison dont 6 avec sursis, et 10 mois de prison dont 8 avec sursis pour de nombreux faits de "violences commises en réunion". Neuf autres aficionados sont condamnés à des peines de prison avec sursis, et d'autres à des amendes. Le maire de Rodilhan, Serge Reder, est condamné pour sa part à 1.500 euros d'amende. Un seul des prévenus, un éleveur de taureau qui avait affirmé ne pas avoir participé aux violences, est relaxé et un seul entend faire appel. Un seul militant anti-corrida, Jean-Pierre Garrigues, président du Comité radicalement anti-corrida (Crac Europe), poursuivi en tant qu'organisateur d'une manifestation non autorisée, est condamné à quatre mois de prison avec sursis et 2 000 euros d'amende.